# Pack200
A Pack200-at a JSR 200-ban specifikálták, amely nem más, mint a Sun által kidolgozott HTTP tömörítési eljárás a hálózaton keresztüli JAR fájlok gyorsabb továbbítására. A Pack200 jelöli még a Pack200 tömörítő eszközöket is (pack200 és unpack200), melyet az Sun ill. később az Oracle a Java Development Kit fejlesztőcsomagban biztosított az 1.5.0 verziótól kezdve, éppúgy mint a Pack200-zal tömörített fájlokat.
A JEP 336-ban (Java SE 11) elavultnak jelölték és a JEP 367-ben (Java SE 14) végül eltávolították a Java környezetből.
A HTTP tömörítést, a Pack200-at együtt szokták használni a Gzip tömörítéssel ("pack200-gzip" néven), hogy jobb tömörítési arányt biztosítsanak, mint ami magában a GZIP-pel elérhető. A Pack200 a JAR archív fájlok tömörítésére van optimalizálva, kifejezetten a Java bájtkód részére a JAR fájlnak. Ezen technológia alkalmazásai közé tartozik pl. a Java alkalmazások telepítése a Java Web Start-on keresztül.

## Fordítás
Ez a szócikk részben vagy egészben  a   Pack200 című angol Wikipédia-szócikk ezen változatának fordításán alapul.  Az eredeti cikk szerkesztőit annak laptörténete sorolja fel. Ez a jelzés csupán a megfogalmazás eredetét és a szerzői jogokat jelzi, nem szolgál a cikkben szereplő információk forrásmegjelöléseként.